# Victor Arendorff

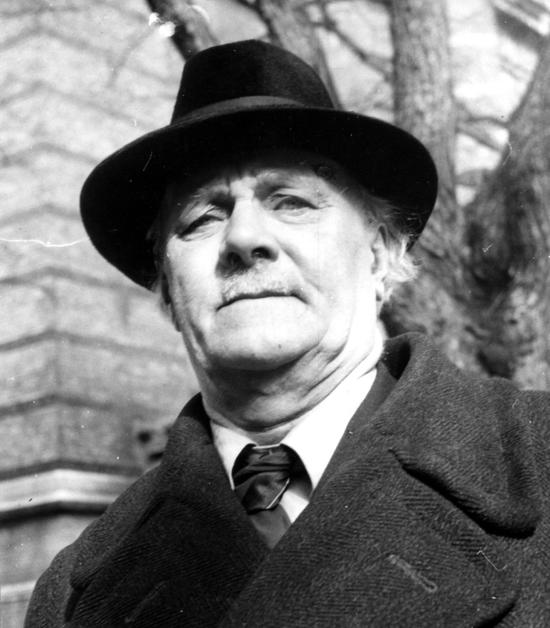
Victor Arendorff (1954)

Victor Arendorff (* 27. April 1878 in Stockholm; † 16. Februar 1958) war ein schwedischer Schriftsteller, Journalist und Dichter.

## Leben
Arendorff stand trotz seiner bürgerlichen Herkunft dem Anarchismus und Syndikalismus nahe. Dennoch begann er ab 1896 eine journalistische Karriere in der rechtsgerichteten Zeitung Stockholms Dagblad. Nach vier Jahren beendete er seine Arbeit dort und begann für Zeitschriften aus dem anarchistischen, gewerkschaftlichen und sozialistischen Spektrum zu schreiben, unter anderem das Journal of Fire. Zu dieser Zeit begann auch sein Wirken als Schriftsteller und Dichter und er veröffentlichte erste Gedichte. Arendorff war einer der ersten Bohèmes des in den 1960er Jahren abgerissenen alten Klara-Viertels in Stockholm und blieb gemeinsam mit Helmer Grundström, Emil Hagstrom und Nils Ferlin ein zentraler Akteur.
Arendorff war längere Zeit obdachlos und lebte zu dieser Zeit im Hagapark bei Solna in der Nähe von Stockholm. Einmal verkaufte er die Information, dass er gestorben sei, an Dagens Nyheter, um nach dem gelungenen Coup die Nachricht seines Fortlebens zu verkaufen.
In seinen Büchern schildert Arendorff oft die Lebensverhältnisse von Arbeiterbewegung und Lumpenproletariat. Er schrieb für das Lantarbetare-Bladet.
Seine letzten Jahre verbrachte er in einem Pflegeheim in Stureby. Begraben ist er auf dem Skogskyrkogården in Enskede.